# David Iacono
David Iacono (New York, 20 giugno 2002) è un attore statunitense.

## Filmografia

### Cinema
- St. Vincent, regia di Theodore Melfi (2014)
- Joker, regia di Todd Phillips (2019)
- Fear Street: Prom Queen, regia di Matt Palmer (2025)
- Jurassic World - La rinascita (Jurassic World Rebirth), regia di Gareth Edwards (2025)

### Televisione
- Show Me a Hero – serie TV, 3 episodi (2015)
- The Slap – miniserie TV, puntata 2 (2015)
- The Blacklist: Redemption – serie TV, episodio 1x06 (2017)
- NCIS: New Orleans – serie TV, episodio 4x09 (2017)
- New Amsterdam – serie TV, episodio 1x05 (2018)
- The Good Doctor – serie TV, episodio 3x12 (2020)
- Grand Army – serie TV, 6 episodi (2020)
- Blue Bloods – serie TV, episodio 11x03 (2020)
- L'assistente di volo (The Flight Attendant) – serie TV, 8 episodi (2020-2022)
- City on a Hill – serie TV, 3 episodi (2021-2022)
- L'estate nei tuoi occhi (The Summer I Turned Pretty) – serie TV, 8 episodi (2022-2023)
- Dead Boy Detectives – serie TV, 6 episodi (2024)

### Programmi televisivi
- The Daily Show (2015)
- What Would You Do? (2016-2018)

## Doppiatori italiani
Nelle versioni in italiano dei suoi film, David Iacono è stato doppiato da:
- Lorenzo D'Agata in Jurassic World - La rinascita, Dead Boy Detectives
- Alessandro Valeri in Fear Street: Prom Queen
- Ezzedine Nekissa in L'estate nei tuoi occhi